# Manoel Emídio
Manoel Emídio é um município brasileiro do estado do Piauí. Localiza-se a uma latitude 08º00'46" sul e a uma longitude 43º52'18" oeste, estando a uma altitude de 227 metros. Sua Área é de 1.619 km² km² representando 0.6436% do Estado, 0.1042% da Região e 0.0191% de todo o território brasileiro. A população estimada em 2020 era de 5.351 habitantes.

## História
O município Manoel Emídio era conhecido nos seus primórdios como Cana Brava do Félix. Só por volta de 1952 é que a localidade passa a desenvolver-se, quando já se encontram construída 15 pequenas casas de palha. Nesse ano, chega ao povoado o Sr. Zulmiro Ferreira de Souza, que vinha assumir a direção de uma das escolas municipais do município de Bertolínia. Em 1955 foram abertas as duas primeiras casas comerciais uma do professor Zulmiro e outra do Sr. Luiz Gonzaga de Araújo. 

## Emancipação Política
A emancipação política do povoado foi conseguida através da lei estadual nº 2.159, de 2 dezembro de 1963, tendo a sua instalação oficial ocorrida a 31 de março de 1964. Esse movimento teve nos senhores Zulmiro Ferreira de Souza, José Leal Moreira e Quintino Moreira da Silva os seus principais líderes. 

## Formação Administrativa
Elevado à categoria de município e distrito com a denominação de Manoel Emídio pela lei estadual nº 2519, de 02-12-1963, desmembrado de Bertolínia. Sede no atual distrito de Manoel Emídio ex-povoado de Canabrava do Félix. Constituído do distrito sede. Instalado em 31-03-1964. 
Em divisão territorial datada de 31-XII-1963, o município é constituído do distrito sede. 
Assim permanecendo em divisão territorial datada de 2005.